# زيكوينها (لاعب كرة قدم)
زيكوينها (بالبرتغالية: José Egas dos Santos Branco) هو لاعب كرة قدم برتغالي في مركز الهجوم، ولد في 7 يناير 1987 في شطوبر في البرتغال. لعب مع فيتوريا سيتوبال ونادي أولهانينسي ونادي بورتو.

## وصلات خارجية
- زيكوينها (لاعب كرة قدم) على موقع الاتحاد الدولي (مؤرشف)  (الإنجليزية)
- زيكوينها (لاعب كرة قدم) على موقع قاعدة بيانات كرة القدم.إي يو (الإنجليزية)
- زيكوينها (لاعب كرة قدم) على موقع Soccerway.com (الإنجليزية)
- زيكوينها (لاعب كرة قدم) على موقع AS.com (الإسبانية)